# Brückla
Brückla ist ein Ortsteil von Hohenleuben im Landkreis Greiz in Thüringen.

## Geographie

### Geographische Lage und Verkehr
Das Straßendorf Brückla liegt 2 km südlich von Hohenleuben an der Landesstraße 1083 im nordöstlichen Thüringer Schiefergebirge. Der Ort befindet sich auf einer Hochfläche zwischen den Tälern der Triebes im Westen und der Leuba im Osten.

### Nachbarorte
| Dörtendorf | Hohenleuben                                 |       |
|            | Kompassrose, die auf Nachbargemeinden zeigt |       |
| Triebes    |                                             | Mehla |

## Geschichte

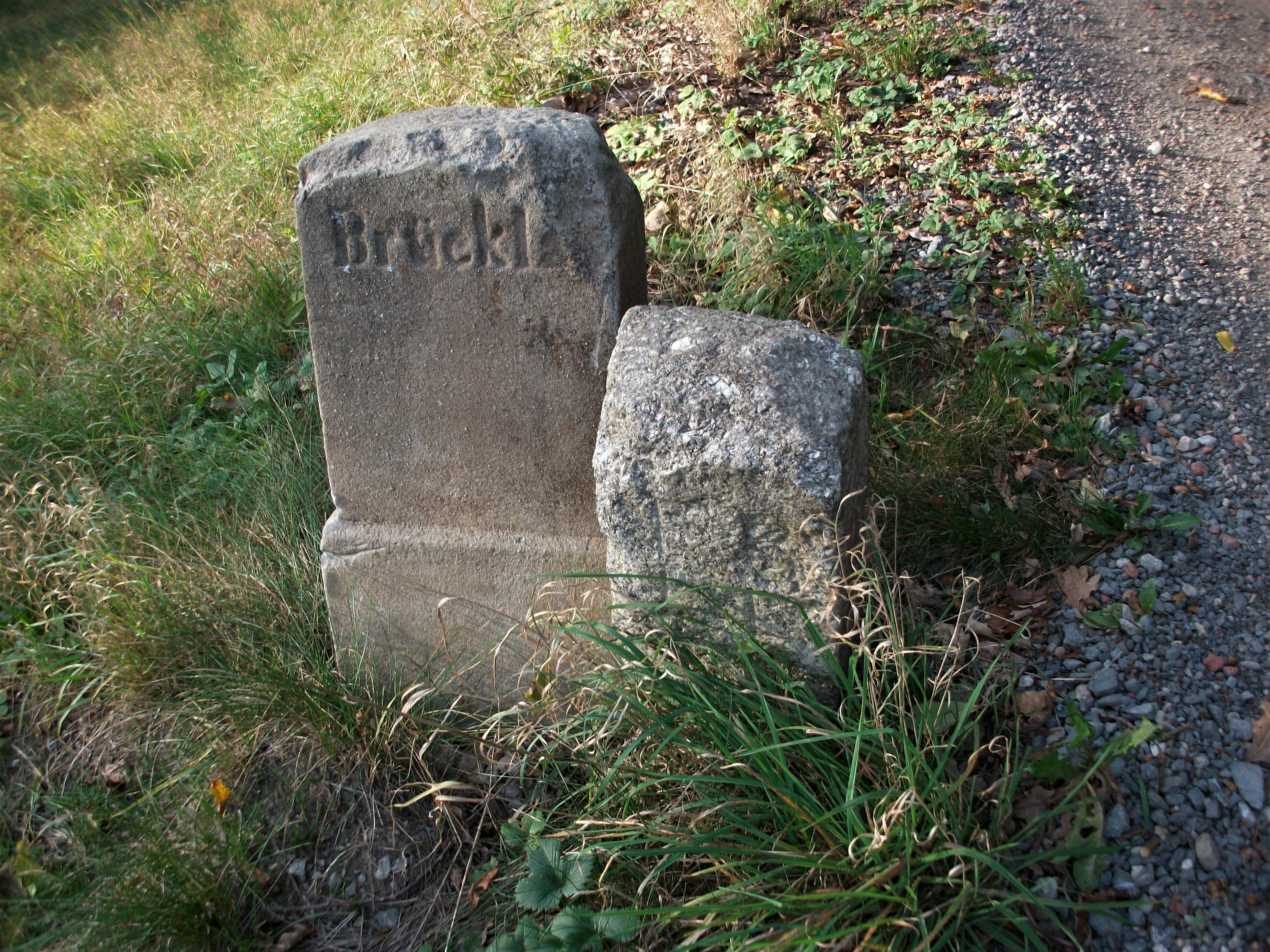
Flurgrenzstein Hohenleuben–Brückla und Grenzstein Reuß jüngerer Linie mit Reuß älterer Linie

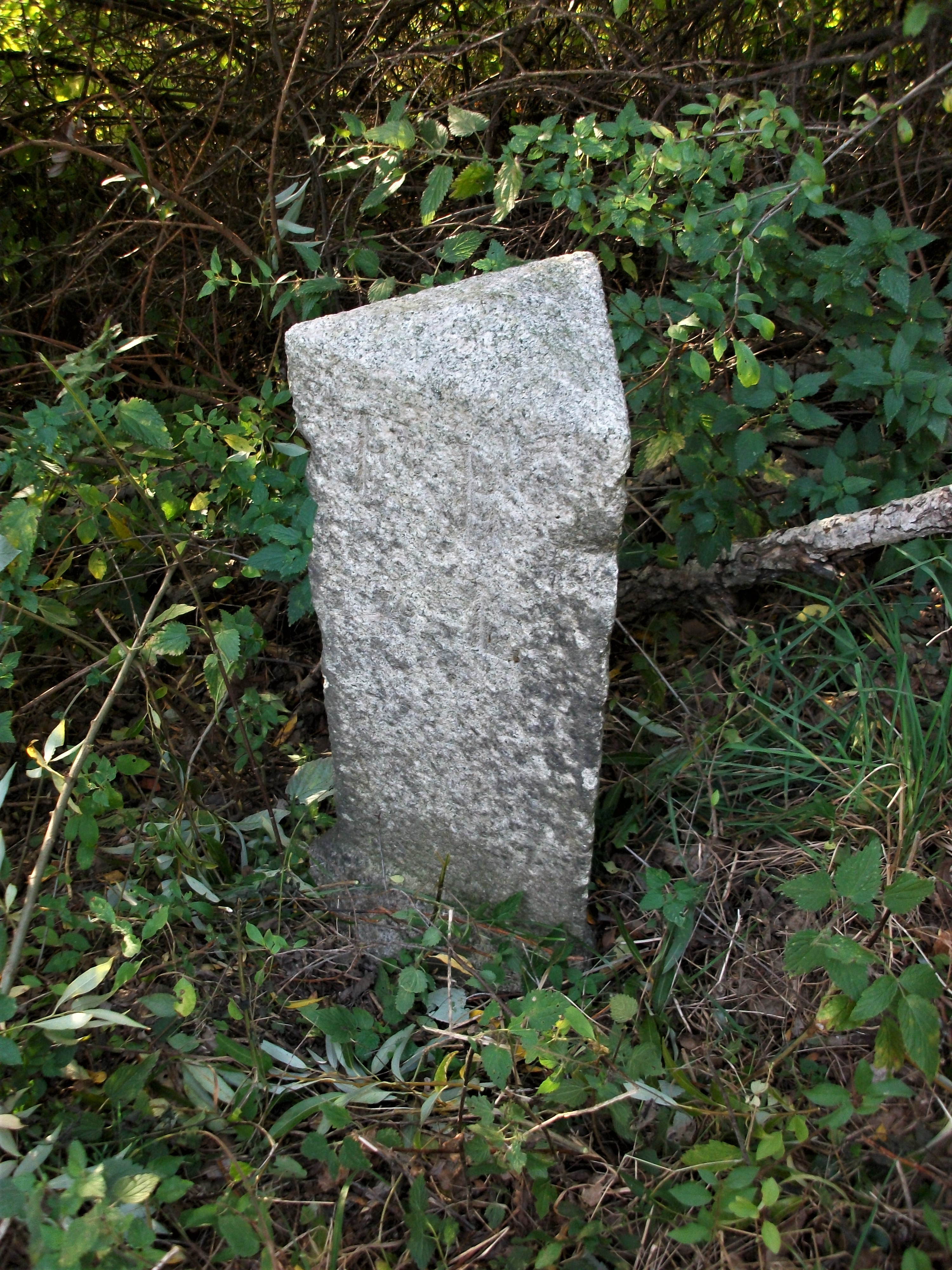
Dreiherrenstein bei Hohenleuben

Am 8. Januar 1488 wurde Brückla erstmals urkundlich erwähnt. Der Ortsname deutet auf einen befestigten Zufahrtsweg oder -damm hin. Im Gegensatz zu Hohenleuben, welches zu Reuß jüngerer Linie gehörte, unterstand Brückla bis 1918 dem Fürstentum Reuß älterer Linie (1616: Herrschaft Dölau, 1636: Herrschaft Burg, 1643: Herrschaft Obergreiz, um 1840: Amt Dölau, 1855 bis 1878: Justizamt Greiz). Bis heute weisen darauf zwei historische Grenzsteine im Tal der Triebes hin. Im Rahmen der Trennung der Rechtsprechung von der Verwaltung wurde am 1. Oktober 1868 ein Landratsamt in Greiz für das gesamte Fürstentum Reuß älterer Linie eingerichtet. Nach der Novemberrevolution 1918 gehörte Brückla zum Freistaat Reuß ä. L., der sich aber schon 1919 mit dem Freistaat Reuß j. L. zum Volksstaat Reuß mit der Hauptstadt Gera vereinigte, welcher wiederum 1920 im Land Thüringen aufging. Brückla gehörte seit 1919 zum Bezirksverband Greiz, der aus dem Landratsamt Greiz in veränderter Abgrenzung hervorging. Nachdem 1920 das neue Land Thüringen gegründet worden war, kam es 1922 zu einer umfassenden Gebietsreform. Brückla gehörte seitdem zum thüringischen Landkreis Greiz.
Bei der Verwaltungsreform von 1952 in der DDR wurde das Land Thüringen aufgelöst und der Landkreis Greiz aufgeteilt, wodurch Brückla seitdem zum Kreis Zeulenroda im Bezirk Gera gehörte. Am 1. Januar 1957 wurde der Ort nach Hohenleuben eingemeindet. Seit 1990 gehörte Brückla als Ortsteil von Hohenleuben zum thüringischen Landkreis Zeulenroda, welcher 1994 im Landkreis Greiz aufging.

## Bauwerke
- Im Ort befand sich ein Rittergut der landesfürstlichen Familie. Dessen letzten baulichen Reste wurden 1992 beseitigt.
- Südöstlich von Brückla befand sich die Wallanlage Tumelle, eine mittelalterliche Turmhügelburg. Von der Burg ist nur noch ein Schutthaufen vorhanden.[6] Der Ort hat 250 Einwohner.